# Nils Albrekt von Lantingshausen von Höpken

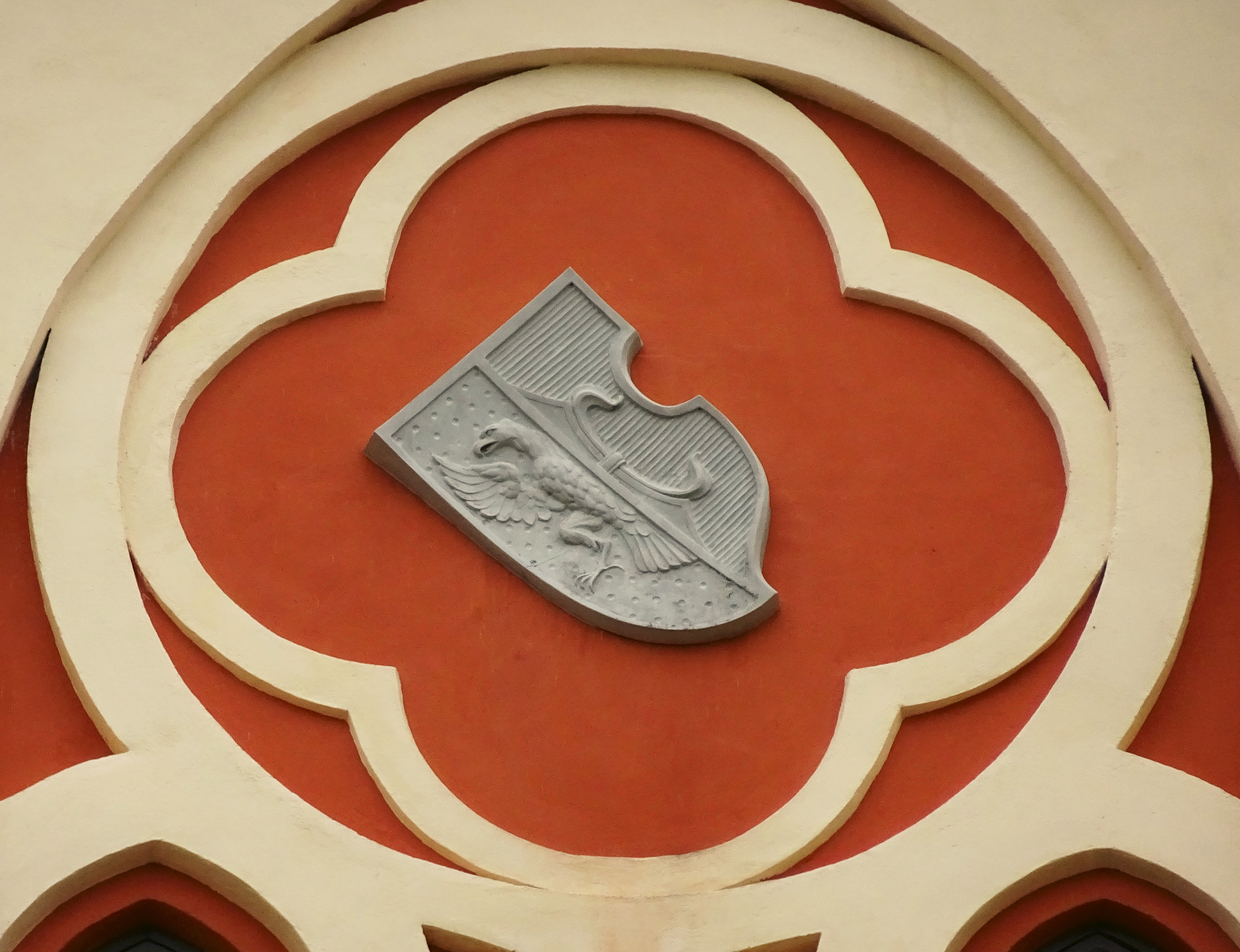
Höpkens vapensköld på Bogesunds slott.

Nils Albrekt von Lantingshausen von Höpken, född 17 maj 1811 i Stockholm, död 20 juni 1868 i Stockholm, var en svensk hovmarskalk, friherre och löjtnant. Han blev känd som byggherre för den stora ombyggnaden av Bogesunds slott under åren 1863–1867.

## Biografi
Nils Albrekt von Höpken var son till Nils von Höpken (1774–1829) och friherrinnan Johanna Carolina von Lantingshausen (1787–1859) som var syssling till Nils Albrekt och hovfröken hos prinsessan Sofia Albertina.
Nils Albrekt von Höpken blev fanjunkare vid Livregementets dragonkår 1827 och löjtnant 1834. Han tog avsked ur krigstjänsten i mars 1847. Genom arv efter sin morbror blev han innehavare av von Lantingshausenska fideikommissen Sundbyvik och Österby i Tumbo socken samt Tibble. År 1860 fick han tillstånd av Kungl Maj:t att kalla sig von Lantingshausen von Höpken. År 1861 utnämndes han till hovmarskalk. Efter sin mor ärvde han även egendomen Bogesunds slott i Östra Ryds socken. I Stockholm ägde han två bostadshus: Kungsträdgårdsgatan 4 och Hovslagaregatan 3. Nils Albrekt von Lantingshausen von Höpken var gift två gånger och fick sammanlagt fyra barn.

## Mord och självmord
Nils Albrekt von Höpkens levnadsöde kantades av mord och självmord. Under en resa i Ungern 1844 blev han bekant med översten greve Tomcsányi och von Höpken förälskade sig i grevens unga hustru, Clotilde von Bosanyi, som besvarade hans kärlek. Följden blev en duell på pistoler mellan de båda rivalerna, varvid von Höpken sköt ihjäl sin motståndare. Han flydde och ett år senare gifte han sig med Clotilde von Bosanyi i Breslau. 18 år senare skilde de sig. Den andra hustrun hette Eugenia Augusta Vilhelmina Mörner, dotter till Carl Otto Mörner. Äktenskapet med henne varade tills Nils Albrekt von Höpken begick självmord med sin revolver den 20 juni 1868 i Stockholm. Anledningen var en obotlig och smärtsam cancersjukdom. Han är begravd i familjekryptan under Bogesunds slottskapell. Enligt bouppteckningen efterlämnade han en förmögenhet om 1,3 miljoner kronor, men i verkligheten betydligt mera.

## Bogesunds slotts ombyggnad

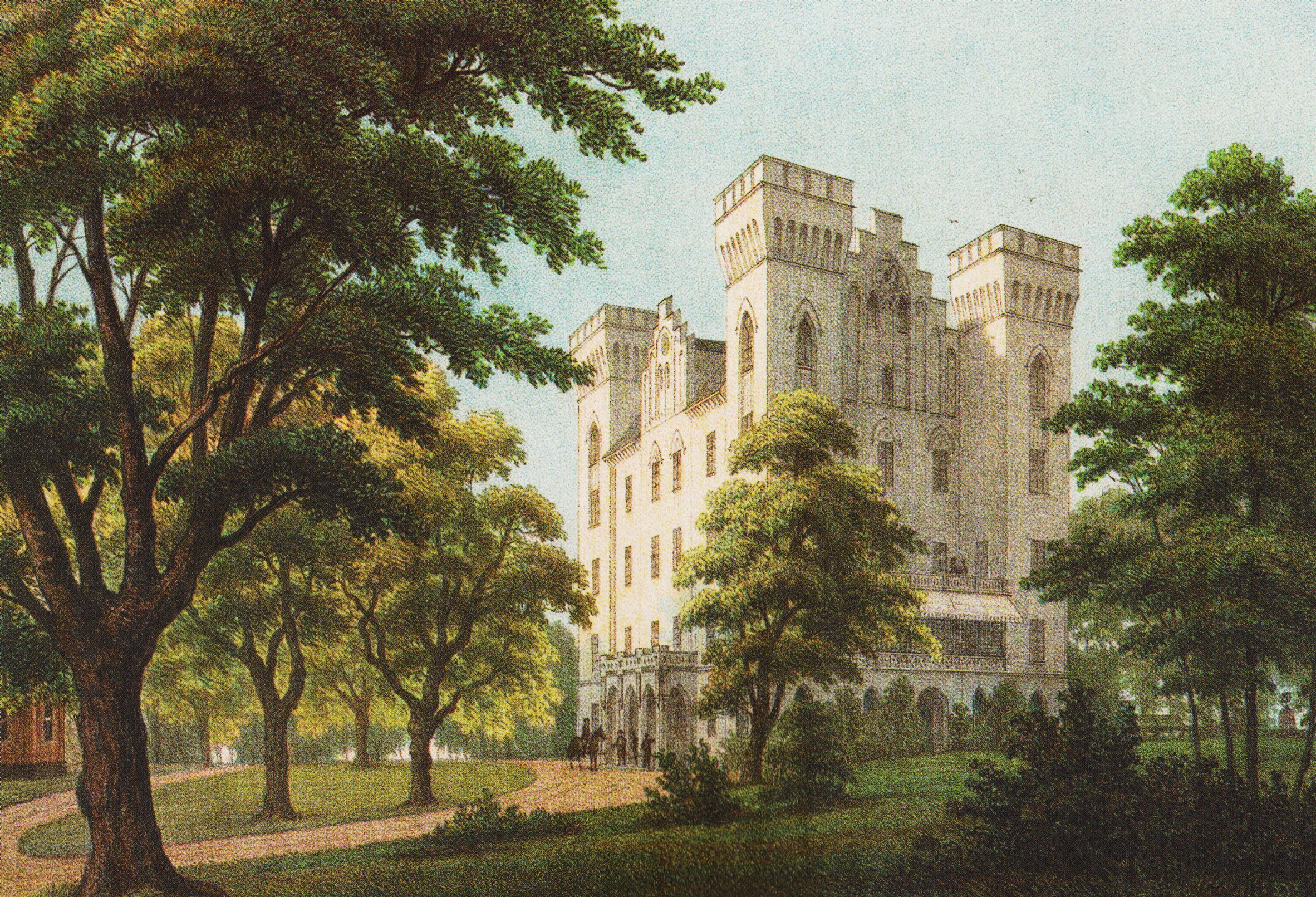
Bogesunds slott 1879 efter ombyggnaden genom Nils Albrekt von Lantingshausen von Höpken.

När Nils Albrekt von Höpken övertog Bogesund, som på 1640-talet byggdes för greven Per Brahe den yngre, var huvudbyggnaden i stort behov av renovering. Arkitekt Fredrik Wilhelm Scholander fick i uppdrag att rita en genomgripande ombyggnad. Ritningarna kom att signeras 1863 av hans unge medhjälpare Thor Medelplan. Denne dog dock, endast 31 år gammal, innan bygget kom igång. Så blev det i praktiken Scholander som ledde ombyggnaden med några ändringar av Medelplans ritningar. 
Slottet fick då sitt nuvarande utseende som en riddarborg med dess karakteristiska krenelerade torn i sju våningar. Hela konceptet var ett uttryck för dåtidens romantiska stil och lär vara inspirerat av Walter Scotts riddarromaner. Nils Albrekt von Lantinghausen von Höpken sammanslog Bogesund juridiskt med närbelägna Frösvik till fideikommiss 1863. Efter Nils Albrekt von Lantinghausen von Höpkens död 1868 ärvdes egendomen av sonen Nils Albrekt Stefan von Lantingshausen von Höpken (1846–1906). Egendomen fick under sonsonen, Nils von Lantinghausen von Höpken, dåligt rykte på grund av vanvård och exproprierades slutligen 1946 av staten.